# Southern Exposure
I Southern Exposure sono una franchigia pallavolistica maschile statunitense, con sede a Gainesville (Florida): militano in NVA.

## Storia
I Southern Exposure vengono fondati nel 2019 come franchigia di nuova espansione della NVA. Partecipano al loro primo torneo in occasione dello NVA Showcase 2020.

## Rosa 2023
| N° | Nome               | Ruolo | Data di nascita  | Nazionalità sportiva |
| -- | ------------------ | ----- | ---------------- | -------------------- |
| 1  | Tyler Hubbard-Neil | S     | 8 febbraio 1996  | Stati Uniti          |
| 2  | Brady Rosen        | O     | 4 giugno 2000    | Stati Uniti          |
| 3  | Evan McDonough     | C     | 6 giugno 1997    | Stati Uniti          |
| 4  | Connor Hanks       | S     | 4 aprile 1999    | Stati Uniti          |
| 5  | Johnny Gomez       | L     | 18 maggio 1995   | Stati Uniti          |
| 6  | Deivid Costa       | C     | 26 aprile 1988   | Stati Uniti          |
| 7  | Samuel Jackman     | O     | 24 ottobre 2000  | Canada               |
| 8  | Logan Riding       | O     | 26 marzo 1998    | Stati Uniti          |
| 9  | Derek Owens        | C     | -                | Stati Uniti          |
| 10 | Matthew Primrose   | L     | 12 febbraio 1997 | Canada               |
| 11 | Diego Villafane    | P     | 12 ottobre 1999  | Stati Uniti          |
| 12 | Aaron King         | C     | 2 agosto 1993    | Stati Uniti          |
| 13 | Jon Andrews        | S     | 8 maggio 1998    | Stati Uniti          |
| 14 | Zachary Meyer      | S     | 5 settembre 1997 | Stati Uniti          |
| 15 | David Wiechmann    | P     | 2 luglio 1996    | Stati Uniti          |
| 16 | Cian Slade         | C     | 25 marzo 2004    | Stati Uniti          |